# گای گرانویل سیموندز
گای گرانویل سیموندز (انگلیسی: Guy Simonds; ۲۳ آوریل ۱۹۰۳ – ۱۵ مهٔ ۱۹۷۴) فرمانده نظامی اهل کانادا بود. وی همچنین برندهٔ جوایزی همچون لژیون دونور (فرمانده) شده‌است.